# Lista de presidentes do Sport Lisboa e Benfica
Esta é uma lista dos Presidentes da Direção do Sport Lisboa e Benfica desde 1904, na usa história o clube já teve 34 presidentes o atual presidente é Rui Costa eleito em 2021, o primeiro foi José Rosa Rodrigues (ainda como Sport Lisboa) e o presidente com maior período de presidência foi Luís Filipe Vieira que presidiu o clube durante 17 anos, 8 meses e 8 dias. 

## Lista
| Nº | Nome                                                                               | Foto | De                      | Até                                                                  | Período                    | Palmarés no futebol                                                                          |
| -- | ---------------------------------------------------------------------------------- | ---- | ----------------------- | -------------------------------------------------------------------- | -------------------------- | -------------------------------------------------------------------------------------------- |
| 1  | José Rosa Rodrigues (1º presidente do Sport Lisboa)                                |      | 28 de fevereiro de 1904 | 22 de novembro de 1906                                               | 2 anos, 8 meses e 25 dias  |                                                                                              |
| 2  | Luís Carlos de Faria Leal (1º presidente do Grupo Sport Benfica)                   |      | 18 de novembro de 1906  | 15 de setembro de 1907                                               | 9 meses e 28 dias          |                                                                                              |
| 3  | Januário Barreto (2º presidente do Sport Lisboa)                                   |      | 18 de dezembro de 1906  | 13 de setembro de 1908                                               | 1 ano, 8 meses e 26 dias   |                                                                                              |
| 4  | João José Pires (2º presidente do Grupo Sport Benfica; 1º presidente após a fusão) |      | 15 de setembro de 1907  | 2 de fevereiro de 1910                                               | 2 anos, 4 meses e 18 dias  |                                                                                              |
| 5  | Alfredo Alexandre Luís da Silva                                                    |      | 2 de fevereiro de 1910  | 26 de março de 1911                                                  | 1 ano, 1 mês e 24 dias     | 1 Campeonato de Lisboa                                                                       |
| 6  | António Nunes de Almeida Guimarães                                                 |      | 26 de março de 1911     | 9 de julho de 1911                                                   | 3 meses e 13 dias          |                                                                                              |
| 7  | Alberto Lima                                                                       |      | 9 de julho de 1911      | 31 de março de 1912                                                  | 8 meses e 22 dias          | 1 Campeonato de Lisboa                                                                       |
| 8  | José Eduardo Moreira Sales                                                         |      | 31 de março de 1912     | 5 de dezembro de 1912                                                | 8 meses e 4 dias           |                                                                                              |
| —  | Alberto Lima                                                                       |      | 5 de dezembro de 1912   | 29 de agosto de 1915                                                 | 2 anos, 8 meses e 24 dias  | 2 Campeonatos de Lisboa                                                                      |
| 9  | José Antunes dos Santos Júnior                                                     |      | 29 de agosto de 1915    | 15 de julho de 1916                                                  | 10 meses e 16 dias         | 1 Campeonato de Lisboa                                                                       |
| 10 | Félix Bermudes                                                                     |      | 15 de julho de 1916     | 7 de outubro de 1916                                                 | 2 meses e 22 dias          |                                                                                              |
| 11 | Nuno Freire Themudo                                                                |      | 7 de outubro de 1916    | 22 de julho de 1917                                                  | 9 meses e 15 dias          | 1 Campeonato de Lisboa                                                                       |
| 12 | Bento Mântua                                                                       |      | 22 de julho de 1917     | 25 de agosto de 1926                                                 | 9 anos, 1 mês e 3 dias     | 2 Campeonatos de Lisboa                                                                      |
| 13 | Alberto Silveira Ávila de Melo                                                     |      | 25 de agosto de 1926    | 15 de agosto de 1930                                                 | 3 anos, 11 meses e 21 dias | 1 Campeonato de Portugal                                                                     |
| 14 | Manuel da Conceição Afonso                                                         |      | 15 de agosto de 1930    | 20 de agosto de 1933                                                 | 3 anos e 5 dias            | 1 Campeonato de Portugal 1 Campeonato de Lisboa                                              |
| 15 | Vasco Rosa Ribeiro                                                                 |      | 20 de agosto de 1933    | 4 de novembro de 1936                                                | 3 anos, 2 meses e 15 dias  | 1 Campeonato Nacional 1 Campeonato de Portugal                                               |
| —  | Manuel da Conceição Afonso                                                         |      | 4 de novembro de 1936   | 31 de julho de 1938                                                  | 1 ano, 8 meses e 27 dias   | 2 Campeonatos Nacionais                                                                      |
| 16 | Júlio Ribeiro da Costa                                                             |      | 31 de julho de 1938     | 1 de agosto de 1939                                                  | 1 ano e 1 dia              |                                                                                              |
| 17 | Augusto da Fonseca Júnior                                                          |      | 1 de agosto de 1939     | 18 de janeiro de 1945                                                | 5 anos, 5 meses e 17 dias  | 2 Campeonatos Nacionais 3 Taças de Portugal 1 Campeonato de Lisboa                           |
| —  | Félix Bermudes                                                                     |      | 18 de janeiro de 1945   | 19 de janeiro de 1946                                                | 1 ano e 1 dia              | 1 Campeonato Nacional                                                                        |
| —  | Manuel da Conceição Afonso                                                         |      | 19 de janeiro de 1946   | 25 de janeiro de 1947                                                | 1 ano e 6 dias             |                                                                                              |
| 18 | João Tamagnini Barbosa                                                             |      | 25 de janeiro de 1947   | 29 de janeiro de 1949                                                | 2 anos e 4 dias            |                                                                                              |
| 19 | Mário Lampreia de Gusmão Madeira                                                   |      | 29 de janeiro de 1949   | 15 de março de 1952                                                  | 3 anos, 1 mês e 15 dias    | 1 Campeonato Nacional 2 Taças de Portugal 1 Taça Latina                                      |
| 20 | Joaquim Ferreira Bogalho                                                           |      | 15 de março de 1952     | 30 de março de 1957                                                  | 5 anos e 15 dias           | 1 Campeonato Nacional 3 Taças de Portugal                                                    |
| 21 | Maurício Vieira de Brito                                                           |      | 30 de março de 1957     | 31 de março de 1962                                                  | 5 anos e 1 dia             | 3 Campeonatos Nacionais 2 Taças de Portugal 1 Taça dos Clubes Campeões Europeus              |
| 22 | António Cabral Fezas Vital                                                         |      | 31 de março de 1962     | 26 de março de 1964                                                  | 1 ano, 11 meses e 24 dias  | 1 Campeonato Nacional 1 Taça de Portugal 1 Taça dos Clubes Campeões Europeus                 |
| 23 | Adolfo Vieira de Brito                                                             |      | 26 de março de 1964     | 8 de maio de 1965                                                    | 1 ano, 1 mês e 12 dias     | 2 Campeonatos Nacionais 1 Taça de Portugal                                                   |
| 24 | António Catarino Duarte                                                            |      | 8 de maio de 1965       | 17 de junho de 1966                                                  | 1 ano, 1 mês e 9 dias      |                                                                                              |
| 25 | José Ferreira Queimado                                                             |      | 17 de junho de 1966     | 3 de julho de 1967                                                   | 1 ano e 16 dias            | 1 Campeonato Nacional                                                                        |
| —  | Adolfo Vieira de Brito                                                             |      | 3 de julho de 1967      | 12 de abril de 1969                                                  | 1 ano, 9 meses e 9 dias    | 1 Campeonato Nacional                                                                        |
| 26 | Duarte Borges Coutinho                                                             |      | 12 de abril de 1969     | 26 de maio de 1977                                                   | 8 anos, 1 mês e 14 dias    | 7 Campeonatos Nacionais 3 Taças de Portugal                                                  |
| —  | José Ferreira Queimado                                                             |      | 26 de maio de 1977      | 29 de maio de 1981                                                   | 4 anos e 3 dias            | 1 Campeonato Nacional 2 Taças de Portugal 1 Supertaça Cândido de Oliveira                    |
| 27 | Fernando Martins                                                                   |      | 29 de maio de 1981      | 27 de março de 1987                                                  | 5 anos, 9 meses e 26 dias  | 2 Campeonatos Nacionais 3 Taças de Portugal 1 Supertaça Cândido de Oliveira                  |
| 28 | João Maria dos Santos Júnior                                                       |      | 27 de março de 1987     | 24 de abril de 1992                                                  | 5 anos e 28 dias           | 3 Campeonatos Nacionais 1 Taça de Portugal 1 Supertaça Cândido de Oliveira                   |
| 29 | Jorge de Brito                                                                     |      | 24 de abril de 1992     | 7 de janeiro de 1994                                                 | 1 ano, 8 meses e 14 dias   | 1 Taça de Portugal                                                                           |
| 30 | Manuel Damásio                                                                     |      | 7 de janeiro de 1994    | 31 de outubro de 1997                                                | 3 anos, 9 meses e 24 dias  | 1 Campeonato Nacional 1 Taça de Portugal                                                     |
| 31 | João Vale e Azevedo                                                                |      | 31 de outubro de 1997   | 27 de outubro de 2000                                                | 2 anos, 11 meses e 26 dias |                                                                                              |
| 32 | Manuel Vilarinho                                                                   |      | 27 de outubro de 2000   | 31 de outubro de 2003                                                | 3 anos e 4 dias            |                                                                                              |
| 33 | Luís Filipe Vieira                                                                 |      | 31 de outubro de 2003   | Autosuspenso a 9 de Julho de 2021 (Demitiu-se a 15 de Julho de 2021) | 17 anos, 8 meses e 8 dias  | 7 Campeonatos Nacionais 3 Taças de Portugal 7 Taças da Liga 5 Supertaças Cândido de Oliveira |
| 34 | Rui Manuel César Costa                                                             |      | 9 de julho de 2021      | Presente                                                             | 4 anos e 22 dias           | 1 Campeonato Nacional 2 Supertaça Cândido de Oliveira 1 Taça da Liga                         |

## Eleições
Estas são as eleições realizadas pelo SL Benfica desde 1960, desde esse ano foram realizadas pelo menos 29 eleições, e muitas outras antes de 1960 (mas não existem registos disponíveis). 

### 1960
| Lista              | Lista                              | Resultado 30 de abril de 1960 | Resultado 30 de abril de 1960 |
| Lista              | Lista                              | Sócios                        | Votos                         |
| ------------------ | ---------------------------------- | ----------------------------- | ----------------------------- |
|                    | Lista A (Maurício Vieira de Brito) | Não disponível                | 14.058                        |
|                    | Lista B (Bruno de Carvalho)        | Não disponível                | Não disponível                |
| → Votos em branco  | → Votos em branco                  | Não disponível                | Não disponível                |
| → Votos nulos      | → Votos nulos                      | Não disponível                | Não disponível                |
| Total de votos     | Total de votos                     | Não disponível                | Não disponível                |
| Abstenções         | Abstenções                         | Abstenções                    | Não disponível                |
| Total de inscritos | Total de inscritos                 | Total de inscritos            | Não disponível                |

### 1962
Vencedor António Cabral Fezas Vital.

### 1964
Vencedor Adolfo Vieira de Brito.

### 1965
Vencedor António Catarino Duarte.

### 1966
| Lista              | Lista                             | Resultado 1966     | Resultado 1966 |
| Lista              | Lista                             | Sócios             | Votos          |
| ------------------ | --------------------------------- | ------------------ | -------------- |
|                    | Lista A (José Ferreira Queimado)  | Não disponível     | Não disponível |
|                    | Lista B (Caeiro Carrasco)         | Não disponível     | Não disponível |
|                    | Lista C (António Catarino Duarte) | Não disponível     | Não disponível |
| → Votos em branco  | → Votos em branco                 | Não disponível     | Não disponível |
| → Votos nulos      | → Votos nulos                     | Não disponível     | Não disponível |
| Total de votos     | Total de votos                    | Não disponível     | Não disponível |
| Abstenções         | Abstenções                        | Abstenções         | Não disponível |
| Total de inscritos | Total de inscritos                | Total de inscritos | Não disponível |

### 1967
Vencedor Adolfo Vieira de Brito.

### 1969
| Lista              | Lista                            | Resultado 1987     | Resultado 1987 |
| Lista              | Lista                            | Sócios             | Votos          |
| ------------------ | -------------------------------- | ------------------ | -------------- |
|                    | Lista A (Duarte Borges Coutinho) | Não disponível     | Não disponível |
|                    | Lista B (Fernando Martins)       | Não disponível     | Não disponível |
|                    | Lista C (Romão Martins)          | Não disponível     | Não disponível |
| → Votos em branco  | → Votos em branco                | Não disponível     | Não disponível |
| → Votos nulos      | → Votos nulos                    | Não disponível     | Não disponível |
| Total de votos     | Total de votos                   | Não disponível     | Não disponível |
| Abstenções         | Abstenções                       | Abstenções         | Não disponível |
| Total de inscritos | Total de inscritos               | Total de inscritos | Não disponível |

### 1971
Vencedor Duarte Borges Coutinho (Lista A), lista única.

### 1973
Vencedor Duarte Borges Coutinho (Lista A), lista única.

### 1975
Vencedor Duarte Borges Coutinho (Lista A), lista única.

### 1977
Vencedor José Ferreira Queimado.

### 1979
Vencedor José Ferreira Queimado (Lista A), lista única.

### 1981
Vencedor Fernando Martins.

### 1983
| Lista              | Lista                      | Resultado 25 de março de 1983 | Resultado 25 de março de 1983 |
| Lista              | Lista                      | Sócios                        | Votos                         |
| ------------------ | -------------------------- | ----------------------------- | ----------------------------- |
|                    | Lista A (Jorge de Brito)   | Não disponível                | 29.831                        |
|                    | Lista B (Fernando Martins) | Não disponível                | Não disponível                |
| → Votos em branco  | → Votos em branco          | Não disponível                | Não disponível                |
| → Votos nulos      | → Votos nulos              | Não disponível                | Não disponível                |
| Total de votos     | Total de votos             | Não disponível                | Não disponível                |
| Abstenções         | Abstenções                 | Abstenções                    | Não disponível                |
| Total de inscritos | Total de inscritos         | Total de inscritos            | Não disponível                |

### 1985
Vencedor Fernando Martins (Lista A), lista única.

### 1987
| Lista              | Lista                       | Resultado 1987     | Resultado 1987 |
| Lista              | Lista                       | Sócios             | Votos          |
| ------------------ | --------------------------- | ------------------ | -------------- |
|                    | Lista A (João Santos)       | Não disponível     | 60.810         |
|                    | Lista B (Fernando Martins)  | Não disponível     | Não disponível |
|                    | Lista C (Cavaleiro Madeira) | Não disponível     | Não disponível |
| → Votos em branco  | → Votos em branco           | Não disponível     | Não disponível |
| → Votos nulos      | → Votos nulos               | Não disponível     | Não disponível |
| Total de votos     | Total de votos              | Não disponível     | Não disponível |
| Abstenções         | Abstenções                  | Abstenções         | Não disponível |
| Total de inscritos | Total de inscritos          | Total de inscritos | Não disponível |

### 1989
| Lista              | Lista                 | Resultado 1992     | Resultado 1992 |
| Lista              | Lista                 | Sócios             | Votos          |
| ------------------ | --------------------- | ------------------ | -------------- |
|                    | Lista A (João Santos) | Não disponível     | 149.300        |
|                    | Lista B (???)         | Não disponível     | Não disponível |
|                    | Lista C (???)         | Não disponível     | Não disponível |
| → Votos em branco  | → Votos em branco     | Não disponível     | Não disponível |
| → Votos nulos      | → Votos nulos         | Não disponível     | Não disponível |
| Total de votos     | Total de votos        | Não disponível     | Não disponível |
| Abstenções         | Abstenções            | Abstenções         | Não disponível |
| Total de inscritos | Total de inscritos    | Total de inscritos | Não disponível |

### 1992
| Lista              | Lista                     | Resultado 1992     | Resultado 1992 |
| Lista              | Lista                     | Sócios             | Votos          |
| ------------------ | ------------------------- | ------------------ | -------------- |
|                    | Lista A (Jorge de Brito)  | Não disponível     | 128.720        |
|                    | Lista B (Alexandre Alves) | Não disponível     | Não disponível |
|                    | Lista C (Carlos Lopes)    | Não disponível     | Não disponível |
| → Votos em branco  | → Votos em branco         | Não disponível     | Não disponível |
| → Votos nulos      | → Votos nulos             | Não disponível     | Não disponível |
| Total de votos     | Total de votos            | Não disponível     | Não disponível |
| Abstenções         | Abstenções                | Abstenções         | Não disponível |
| Total de inscritos | Total de inscritos        | Total de inscritos | Não disponível |

### 1994
Vencedor Manuel Damásio.

### 1996
Vencedor Manuel Damásio.

### 1997
| Lista              | Lista                         | Resultado 31 de outubro de 1997 | Resultado 31 de outubro de 1997 |
| Lista              | Lista                         | Sócios                          | Votos                           |
| ------------------ | ----------------------------- | ------------------------------- | ------------------------------- |
|                    | Lista A (João Vale e Azevedo) | Não disponível                  | (52%)                           |
|                    | Lista B (Luís Tadeu)          | Não disponível                  | (47%)                           |
|                    | Lista C (Abílio Rodrigues)    | Não disponível                  | (<1%)                           |
| → Votos em branco  | → Votos em branco             | Não disponível                  | (<1%)                           |
| → Votos nulos      | → Votos nulos                 | Não disponível                  | (<1%)                           |
| Total de votos     | Total de votos                | Não disponível                  | Não disponível                  |
| Abstenções         | Abstenções                    | Abstenções                      | Não disponível                  |
| Total de inscritos | Total de inscritos            | Total de inscritos              | Não disponível                  |

### 2000
| Lista              | Lista                         | Resultado 27 de outubro de 2000 | Resultado 27 de outubro de 2000 |
| Lista              | Lista                         | Sócios                          | Votos                           |
| ------------------ | ----------------------------- | ------------------------------- | ------------------------------- |
|                    | Lista A (João Vale e Azevedo) | Não disponível                  | 96.911 (37,56%)                 |
|                    | Lista B (Manuel Vilarinho)    | Não disponível                  | 159.331 (61,75%)                |
| → Votos em branco  | → Votos em branco             | Não disponível                  | 1178 (0,46%)                    |
| → Votos nulos      | → Votos nulos                 | Não disponível                  | 601 (0,23%)                     |
| Total de votos     | Total de votos                | 21.804                          | 258 021                         |
| Abstenções         | Abstenções                    | Abstenções                      | 66,63%                          |
| Total de inscritos | Total de inscritos            | Total de inscritos              | 65 335                          |

### 2003
| Lista              | Lista                        | Resultado 31 de outubro de 2003 | Resultado 31 de outubro de 2003 |
| Lista              | Lista                        | Sócios                          | Votos                           |
| ------------------ | ---------------------------- | ------------------------------- | ------------------------------- |
|                    | Lista A (Luís Filipe Vieira) | Não disponível                  | 174.074 (90,47%)                |
|                    | Lista B (Jaime Antunes)      | Não disponível                  | 14.087 (7,32%)                  |
|                    | Lista C (Guerra Madaleno)    | Não disponível                  | 1.346 (0,70%)                   |
| → Votos em branco  | → Votos em branco            | Não disponível                  | 1.669 (0,87%)                   |
| → Votos nulos      | → Votos nulos                | Não disponível                  | 1.233 (0,64%)                   |
| Total de votos     | Total de votos               | Não disponível                  | 192 409                         |
| Abstenções         | Abstenções                   | Abstenções                      | Não disponível                  |
| Total de inscritos | Total de inscritos           | Total de inscritos              | 54.500                          |

### 2006
| Lista              | Lista                        | Resultado 27 de outubro de 2006 | Resultado 27 de outubro de 2006 |
| Lista              | Lista                        | Sócios                          | Votos                           |
| ------------------ | ---------------------------- | ------------------------------- | ------------------------------- |
|                    | Lista A (Luís Filipe Vieira) | 7.449 (94,94%)                  | 98.653 (95,47%)                 |
| → Votos em branco  | → Votos em branco            | 397 (95,06%)                    | 4 680 (4,53%)                   |
| → Votos nulos      |                              | 397 (95,06%)                    | 4 680 (4,53%)                   |
| Total de votos     | Total de votos               | 7.846                           | 103.333                         |
| Abstenções         | Abstenções                   | Abstenções                      | 91,91%                          |
| Total de inscritos | Total de inscritos           | Total de inscritos              | 97.000                          |

### 2009
| Lista              | Lista                        | Resultado 3 de julho de 2009 | Resultado 3 de julho de 2009 |
| Lista              | Lista                        | Sócios                       | Votos                        |
| ------------------ | ---------------------------- | ---------------------------- | ---------------------------- |
|                    | Lista A (Luís Filipe Vieira) | 18.825 (91,07%)              | 223.656 (91,74%)             |
|                    | Lista B (Bruno de Carvalho)  | 505 (2,44%)                  | 6.610 (2,71%)                |
| → Votos em branco  | → Votos em branco            | 1121 (5,42%)                 | 13.519 (5,55%)               |
| → Votos nulos      | → Votos nulos                | 221 (1,07%)                  | 13.519 (5,55%)               |
| Total de votos     | Total de votos               | 20.672                       | 243 785                      |
| Abstenções         | Abstenções                   | Abstenções                   | Não disponível               |
| Total de inscritos | Total de inscritos           | Total de inscritos           | Não disponível               |

### 2012
| Lista              | Lista                        | Resultado 26 de outubro de 2012 | Resultado 26 de outubro de 2012 |
| Lista              | Lista                        | Sócios                          | Votos                           |
| ------------------ | ---------------------------- | ------------------------------- | ------------------------------- |
|                    | Lista A (Luís Filipe Vieira) | 18.139 (79,99%)                 | 385.988 (83,02%)                |
|                    | Lista B (Rui Rangel)         | 3.744 (16,51%)                  | 64.299 (13,83%)                 |
| → Votos em branco  | → Votos em branco            | 793 (3,5%)                      | 14 654 (3,15%)                  |
| → Votos nulos      |                              | 793 (3,5%)                      | 14 654 (3,15%)                  |
| Total de votos     | Total de votos               | 22.676                          | 464.941                         |
| Abstenções         | Abstenções                   | Abstenções                      | Não disponível                  |
| Total de inscritos | Total de inscritos           | Total de inscritos              | Não disponível                  |

### 2016
| Lista              | Lista                        | Resultado 27 de outubro de 2016 | Resultado 27 de outubro de 2016 |
| Lista              | Lista                        | Sócios                          | Votos                           |
| ------------------ | ---------------------------- | ------------------------------- | ------------------------------- |
|                    | Lista A (Luís Filipe Vieira) | 12.503 (94.31%)                 | 308.619 (95,52%)                |
| → Votos em branco  | → Votos em branco            | 754 (5.69%)                     | 14.458 (4,48%)                  |
| → Votos nulos      |                              | 754 (5.69%)                     | 14.458 (4,48%)                  |
| Total de votos     | Total de votos               | 13.257                          | 323.077                         |
| Abstenções         | Abstenções                   | Abstenções                      | Não disponível                  |
| Total de inscritos | Total de inscritos           | Total de inscritos              | Não disponível                  |

### 2020
| Lista              | Lista                        | Resultado 28 de outubro de 2020 | Resultado 28 de outubro de 2020 |
| Lista              | Lista                        | Sócios                          | Votos                           |
| ------------------ | ---------------------------- | ------------------------------- | ------------------------------- |
|                    | Lista A (Luís Filipe Vieira) | 22.787 (59,8%)                  | 471.660 (62,59%)                |
|                    | Lista B (João Noronha Lopes) | 14.337 (37,6%)                  | 261.574 (34,71%)                |
|                    | Lista D (Rui Gomes da Silva) | 603 (1,5%)                      | 12.341 (1,64%)                  |
| → Votos em branco  | → Votos em branco            | 375 (1,1%)                      | 8.003 (1,06%)                   |
| → Votos nulos      | → Votos nulos                | 3                               | Não disponível                  |
| Total de votos     | Total de votos               | 38.102                          | 753.578                         |
| Abstenções         | Abstenções                   | Abstenções                      | Não disponível                  |
| Total de inscritos | Total de inscritos           | Total de inscritos              | Não disponível                  |

### 2021
| Lista              | Lista                       | Resultado          | Resultado        |
| Lista              | Lista                       | Sócios             | Votos            |
| ------------------ | --------------------------- | ------------------ | ---------------- |
|                    | Lista A (Rui Costa)         | 33.754 (84,21%)    | 682.841 (84,48%) |
|                    | Lista B (Francisco Benitez) | 5.043 (12,58%)     | 98.923 (12,24%)  |
| → Votos em branco  | → Votos em branco           | 1.071 (2,67%)      | 21.967 (2,72%)   |
| → Votos nulos      | → Votos nulos               | 217 (0,54%)        | 4.567 (0,56%)    |
| Total de votos     | Total de votos              | 40.085             | 808.298          |
| Abstenção          | Abstenção                   | Abstenção          | 65,35%           |
| Total de inscritos | Total de inscritos          | Total de inscritos | 115.681          |